# Confidente de secundaria
Confidente de secundaria es una telenovela mexicana, producida por Televisa en 1996. Protagonizada por Julieta Rosen, Julio Alemán, Irán Castillo, Margarita Isabel y Flavio César, con las participaciones antagónicas de Alexis Ayala y Nora Salinas.

## Argumento
El reloj da las siete y surge el fenómeno del que son parte todos los jóvenes del país. Se trata de un novedoso, divertido y musical programa radiofónico llamado "Confidente de Secundaria", donde no todo se queda en la canción de moda y el comentario amable. Roberto y Mónica, los conductores, tienen la capacidad de conseguir que los radioescuchas les llamen y les cuenten sus secretos, amores, problemas y confidencias, siempre teniendo para ellos un consejo, un apapacho, un despliegue de optimismo y un mensaje positivo.
Muchos son los jóvenes que llaman tras sentirse solos e incomprendidos: Jackie, que adora a sus padres, no puede comprender lo complicado que son las relaciones entre una pareja y por lo mismo se promete reconciliarlos tras una dolorosa separación y el obstáculo de tener que hacer a un lado a la amante de su papá; Héctor, el joven que tiene que luchar para salir de la sombra que le hace la eminencia que es su hermano mayor ante los ojos de su exigente padre; Bianca, una jovencita caprichosa y engreída que busca someter a todos a su santa voluntad, aunque en el fondo se siente abandonada; Quico, un ambicioso trepador que impresiona a los demás muchachos y los amenaza para seguir alimentando su sed de poder y dinero; Marilú, centrada y enamorada, sabe que aún no es el momento de entregarse al novio que la presiona; Belén, niña y joven a la vez, no se atreve a aceptar que tiene que dar un paso muy importante para seguir adelante; Marcos es responsable y generoso, pero ¿hasta dónde un muchacho de 20 años puede ser el sostén económico y emocional de su familia?; y Polo, el chiste, la sonrisa eterna, el despreocupado de la vida que ve el mundo como un sitio para pasarla bien sin preocupaciones.
Es así como los jóvenes protagonistas se van relacionando para compartir sus inquietudes. Surgen romances, celos, traiciones, miedos, temores y competencias que los entrelazan en una serie de situaciones que comparten cada día con su "Confidente de Secundaria".
Mientras Héctor y Jackie prometen como jóvenes enamorados que nunca se separarán, Quico se desenmascara con el padre de Jackie. Este corre al apartamento del estafador, donde por medio de un vídeo confirma sus peores temores. Jackie y Héctor se apresuran a ir en su ayuda para prevenir un desenlace sangriento. El final es confuso, ya que Jackie y Hector se quedan juntos y Quico es llevado preso y condenado por sus crímenes. De pronto aparece disfrazado de enfermera y con un hacha intenta matarlos, pero entonces los productores dicen al grito de "Corte!" revelando que toda la historia no era más que una obra.

## Elenco
- Julieta Rosen - Cristina
- Julio Alemán - Simón
- Irán Castillo - Jackie
- Flavio César - Héctor Acosta
- Alexis Ayala - Francisco "Quico" Rosales
- Luis Gimeno - Ulises
- Hilda Aguirre - Marcela
- Arsenio Campos - Jorge Uruchurtu
- Margarita Isabel - Soledad de Acosta
- Aldo Monti - Rogelio
- Felicia Mercado - Casandra
- Sergio Ramos "El Comanche" - Eladio Acosta
- Ofelia Cano - Adriana
- Diego Schoening - Roberto
- Martha Aguayo - Mónica
- Beatriz Aguirre - Dinorah
- Gustavo Rojo - Miramontes
- Karyme Lozano - Marilú
- Charlie - Marcos Acosta
- Nora Salinas - Bianca Bermúdez
- Francesca Guillén - Belén
- Gerardo Quiroz - Polo
- Luisa Acosta - Renata
- Sergio Mayer - Erick
- Enrique Borja Baena - Yeyo
- María Luisa Alcalá - Connie
- Aurora Alonso - Delia
- José Luis Cordero - Apolonio
- Ricardo de Pascual - Anselmo
- Gabriela Goldsmith - Sonia
- Sergio Blass - Sergio
- Amara Villafuerte - Crista
- Susan Vohn - Olivia
- Consuelo Duval - Gladys
- Alejandra Barros - Laura
- Rafael del Villar - Ricardo
- Roxana Chávez - Ella misma
- Oscar Uriel - Sergio
- David Ostrosky - Papa de Andres
- Adal Ramones - Ramiro
- Annette Cuburu - Paloma
- Juan Carlos Barreto - Prof. Jorge Paredes
- Luis Uribe - El mismo
- Ana Patricia Rojo - Ella misma
- Fernando Colunga - El mismo
- Juan Carlos Nava - El mismo
- Marco Antonio Regil - El mismo
- Maricarmen Vela
- Francisco Gattorno
- Arleth Terán
- Silvia Campos
- Lourdes Reyes
- Fey

## Banda sonora
1. Confidente De Secundaria - Irán Castillo
2. La Fuerza De La Sangre - Charlie
3. Amándote - Irán Castillo
4. De Corazón A Corazón - Irán Castillo y Flavio César
5. Y No Descansare - Flavio César
6. Tu Cabeza En Mi Hombro - Los Chicos del Boulevard
7. Estoy Exitado - Charlie
8. Nuestro Amor - Kabah
9. Hoy Más Que Ayer - Irán Castillo
10. No Lo Llames Amor - Curvas Peligrosas
11. Historia De Dos - Flavio César
12. Sin Complicación - Kabah
13. Porque Sin Ti - Flavio César

## Premios y nominaciones

### Premios TVyNovelas 1997
| Categoría                  | Persona        | Resultado |
| -------------------------- | -------------- | --------- |
| Mejor revelación femenina  | Nora Salinas   | Nominada  |
| Mejor revelación masculina | Gerardo Quiroz | Nominado  |

## Versiones
- En 2011 Televisa realizó una nueva versión Esperanza del corazón fue producida también por Luis de Llano Macedo y fue protagonizada por Bianca Marroquín y Patricio Borghetti. (Esta versión fue una fusión con Agujetas de color de rosa).